# حمام فرمان‌آباد
حمام فرمان آباد مربوط به دوره قاجار است و در شهرستان تایباد، بخش مرکزی، روستای فرمان آباد واقع شده و این اثر در تاریخ ۲۲ مرداد ۱۳۸۴ با شمارهٔ ثبت ۱۳۱۳۹ به‌عنوان یکی از آثار ملی ایران به ثبت رسیده است.